# Tofaş Spor Kulübü
Tofaş Spor Kulübü (deutsch Tofaş Sportklub) ist ein türkischer Basketballverein aus Bursa. Der Klub wurde zweimal Meister und dreimal Pokalsieger der Türkei. Bis 1999 war der Verein auch unter dem Namen Tofaş SAS bekannt.

## Geschichte
Der Verein wurde 1974 gegründet. Von Beginn an sponserte der türkische Automobilhersteller Tofaş den Verein.
Seit der Gründung spielte man zunächst in unterklassigen Ligen, ehe 1976 der Aufstieg in die erstklassige Türkiye Basketbol Ligi gelang. Dort etablierte man sich, wurde 1978 Vizemeister und erreichte auch danach diverse Male die Play-offs. 1987 nahm man am Korać-Cup, im Jahr darauf am Europapokal der Pokalsieger teil, obwohl zwischen 1973 und 1992 kein Basketballpokal in der Türkei ausgespielt wurde. Man scheiterte jeweils früh.
1989 folgte der unerwartete Abstieg, jedoch schaffte Tofaş den direkten Wiederaufstieg und wurde 1991 zum weiten Mal Vizemeister. In den folgenden Jahren etablierte man sich erneut in der ersten Liga, ohne jedoch nochmal das Finale zu erreichen. Jedoch holte sich der Klub mit dem türkischen Basketballpokal 1993, den ersten Titel der Vereinsgeschichte. Europäisch war man in diesem Zeitraum ebenfalls dauerhaft vertreten. Den größten Erfolg verzeichnete man 1997, mit dem Erreichen des Finals des Korać-Cup, wo Tofaş sich Aris Thessaloniki geschlagen geben musste.
1999 wurde Tolga Öngören, der später auch EnBW Ludwigsburg und die Walter Tigers Tübingen coachte, Trainer des Vereins. Er führte den Klub zur ersten Meisterschaft und holte im selben Jahr auch den Pokal. Im Jahr darauf spielte die Mannschaft in der EuroLeague mit, schied in der ersten Gruppenphase aus, verteidigte aber das nationale Double.
Auf dem Höhepunkt der sportlichen Entwicklung, zog sich Tofaş SAS wegen schwerer finanzieller Probleme, aus dem Profibasketball zurück und stieg freiwillig ab.
2004 stieg man nach vier Jahren Abstinenz wieder in die erste Liga auf, konnte aber nicht mehr an die Erfolge der Vergangenheit anknüpfen. Es folgten weitere Ab- und wieder Aufstiege. Seit 2009 spielt man wieder konstant in der ersten Liga, wo jeweils Mittelfeldplätze erreicht wurden.

## Halle
Der Verein trägt seine Heimspiele in der 3.500 Plätze umfassenden Bursa Atatürk Sport Hall aus.

## Erfolge
- 2× Türkischer Meister (1999 & 2000)
- 3× Türkischer Pokalsieger (1993, 1999 & 2000)
- Vize-Sieger des Korać-Cup (1997)

## Bekannte Spieler
| - Lorenzo Charles 1992/93 - Şemsettin Baş 1992–2000 - Buck Johnson 1993/94 - Sergei Basarewitsch 1993/94 - Steve Rogers 1994–2000 - Rashard Griffith 1995–97 - Vladan Alanović 1996/97 - Jurij Zdovc 1997 - Marc Jackson 1997/98 - David Rivers 1998–2000 - Slaven Rimac 1998–2000 - Serkan Erdoğan 1998–2000 - Mehmet Okur 1998–2000 - Asım Pars 1998–2000 | - Sean Denison 2007–10 - Brandon Bowman 2009/10 - İlkan Karaman 2009–11 - Rašid Mahalbašić 2010 - Bradley Buckman 2011/12 - / Steve Burtt jr. seit 2012 - Mindaugas Lukauskis seit 2013 |